# Mariangela Perrupato
Mariangela Perrupato (Castrovillari, 15 de septiembre de 1988) es una deportista italiana que compitió en natación sincronizada.
Ganó dos medallas en el Campeonato Mundial de Natación, en los años 2015 y 2017, y diez medallas en el Campeonato Europeo de Natación entre los años 2006 y 2016.

## Palmarés internacional
| Campeonato Mundial | Campeonato Mundial       | Campeonato Mundial | Campeonato Mundial |
| Año                | Lugar                    | Medalla            | Prueba             |
| ------------------ | ------------------------ | ------------------ | ------------------ |
| 2015               | Kazán (Rusia)            | Medalla de bronce  | Dúo libre mixto    |
| 2017               | Budapest (Hungría)       | Medalla de plata   | Dúo libre mixto    |
| Campeonato Europeo |                          |                    |                    |
| Año                | Lugar                    | Medalla            | Prueba             |
| 2006               | Budapest (Hungría)       | Medalla de bronce  | Equipo             |
| 2006               | Budapest (Hungría)       | Medalla de bronce  | Combinación libre  |
| 2008               | Eindhoven (Países Bajos) | Medalla de plata   | Equipo             |
| 2008               | Eindhoven (Países Bajos) | Medalla de plata   | Combinación libre  |
| 2012               | Eindhoven (Países Bajos) | Medalla de bronce  | Equipo             |
| 2014               | Berlín (Alemania)        | Medalla de bronce  | Combinación libre  |
| 2016               | Londres (Reino Unido)    | Medalla de plata   | Equipo libre       |
| 2016               | Londres (Reino Unido)    | Medalla de plata   | Dúo libre mixto    |
| 2016               | Londres (Reino Unido)    | Medalla de bronce  | Equipo técnico     |
| 2016               | Londres (Reino Unido)    | Medalla de bronce  | Combinación libre  |